# 三叫鼠
三叫鼠，又稱為三吱儿、蜜唧，相傳是一道菜，用筷子夾起幼鼠時，幼鼠會叫一聲，把幼鼠沾醬或其他調料時會叫第二聲，放入口中時會叫第三聲，故名三吱兒。為求幼鼠的肉嫩且帶甜味，故以蜜糖餵。
最早的文字记载来自《清稗類鈔·飲食類三》的〈粵人食鼠〉條：

所謂蜜唧燒烤者，鼠也。豢鼠生子，白毛長分許，浸蜜中。食時，主人斟酒，侍者分送，入口之際，尚唧唧作聲。然非上賓，無此盛設也。其大者如貓，則乾之以為脯。
取用刚出生眼睛还未睁开的活幼鼠，调料可以使用蜜、酒、椒鹽、海鲜酱、涮羊肉调料等。
翻譯為白話文就是：岭南人吃老鼠，廣東菜餚中有一道稱為蜜唧的燒烤食物，就是老鼠。飼養的母鼠產下幼鼠，白色的毛，毛長大约一分，浸在蜜中，吃的時候，主人盛酒，入口的一剎那間，就會吱吱叫。